# Martina Steber
Martina Steber (* 1976) ist eine deutsche Historikerin. Sie ist Zweite Stellvertretende Direktorin des Institut für Zeitgeschichte München-Berlin und Professorin für Neueste Geschichte an der Universität Augsburg.

## Leben
Nach einem Studium der Geschichte war sie von 2003 bis 2004 Wissenschaftliche Mitarbeiterin am Lehrstuhl für Neuere und Neueste Geschichte der Universität Augsburg. 2006–2007 arbeitete sie als Wissenschaftliche Mitarbeiterin an der Professur für Landesgeschichte unter besonderer Berücksichtigung Bayerns mit Schwerpunkt Spätmittelalter/Frühe Neuzeit an der Katholischen Universität Eichstätt-Ingolstadt. Nach ihrer Promotion im Jahr 2007 folgte bis 2012 eine Tätigkeit als Wissenschaftliche Mitarbeiterin am Deutschen Historischen Institut London. 2012 war sie Stipendiatin der Max Weber Stiftung an der Ludwig-Maximilians-Universität München, danach Junior Fellow am Historischen Kolleg, München. Bis 2015 arbeitete sie als Wissenschaftliche Mitarbeiterin am Institut für Zeitgeschichte München-Berlin. 2015 erfolgte ihre Habilitation an der Münchner Universität mit einer vergleichenden Arbeit zur Sprache des Konservatismus in der Bundesrepublik und in Großbritannien.
Seit 2017 ist Steber Stellvertretende Leiterin der Forschungsabteilung am Institut für Zeitgeschichte München-Berlin. Sie vertrat Lehrstühle in Augsburg, Konstanz und Wuppertal. 2017/18 hatte Steber eine Ergänzungsprofessur für Neuere und Neueste Geschichte an der Universität Konstanz.
Seit 1. Juni 2022 ist sie nach einem gemeinsamen Berufungsverfahren Stellvertretende Direktorin des Instituts für Zeitgeschichte München-Berlin und Professorin für Neueste Geschichte an der Universität Augsburg.
Ihre Forschungsschwerpunkte sind die Geschichte des Nationalsozialismus und des Konservatismus, die Geschichte Großbritanniens und die moderne Regionalgeschichte.

## Dissertation
In ihrer 2010 veröffentlichten Dissertation „Ethnische Gewissheiten“ befasst sich Steber mit der Entwicklung des politischen Geschehens von der Kaiserzeit über die Weimarer Republik bis hin zum Nationalsozialismus. In diesen Zeiträumen befasst sie sich im regionalen Rahmen in Bayerisch-Schwaben und zeigte die grundlegenden Strukturen für den späteren Erfolg des Nationalsozialismus in der Region dar. Steber hat in ihrer Arbeit verdeutlicht, wie mit Unterstützung der Regionalkultur (Heimatschutzbewegung) wichtige Gesellschaftskreise für den Nationalsozialismus gewonnen werden konnten. Steber zeigte auch auf, wie hochrangige Persönlichkeiten wie der Kemptener Bürgermeister Otto Merkt sich für Rassenhygiene („Eugenik“) begeisterten und den Nationalsozialismus dann für den eigenen Erfolg nutzen konnten.

## Diskurs um Nationalsozialismus im lokalen Raum
Im Jahr 2015 hielt Steber in Kaufbeuren einen Vortrag mit dem Titel Gustav von Kahr, Christian Frank und die Abgründe des Heimatschutzes. Sie stellte unter anderem klar, dass Christian Frank ein „zweifelsfreier Nationalsozialist“ und als Vordenker der Krankenmorde zu gelten habe. Steber zeigte auf, wie sich Frank vom „konservativen Heimatschützer zum völkischen Ideologen“ entwickelte. Im Anschluss kam es in der Stadtgesellschaft zu einem Diskurs über die Kurat-Frank-Straße, welche dann 2016 in Heilig-Kreuz-Straße umbenannt wurde. 2019 erschien zu dem Thema in der Kaufbeurer Schriftenreihe ein Aufsatz von Steber. Folglich musste sich auch das erst 2013 erweiterte Stadtmuseum Kaufbeuren mit der eigenen Darstellung der nationalsozialistischen Diktatur auseinandersetzen.
2020 referierte die Historikerin im Rahmen eines Online-Vortrags (aufgrund der Covid-19-Pandemie) über die Geschichte von Kempten im Allgäu unter dem Titel Volksgemeinschaft, Führerkult und Terror. Der Nationalsozialismus in Kempten. Sie erörterte unter anderem Otto Merkts Rolle in der Weimarer Republik und im NS-Staat. Sie zeigte auch die Bedeutung des Lokalnetzwerks Algovia auf. Der Vortrag polarisierte; laut dem Vorsitzenden des Heimatvereins Kempten Markus Naumann hat die Historikerin in Kempten in ein Wespennest gestochen, als sie Merkt kritisierte. Die Persönlichkeit Merkts stehe lokal auf einem „unantastbaren Denkmalsockel“.

## Schriften (Auswahl)
- Ethnische Gewissheiten. Die Ordnung des Regionalen im bayerischen Schwaben vom Kaiserreich bis zum NS-Regime. Vandenhoeck u. Ruprecht, Göttingen 2010, ISBN 978-3-525-36847-3 (zugleich: phil. Diss., Univ. Augsburg 2006/2007).
- Hrsg. mit Bernhard Gotto: Visions of community in Nazi Germany. Social engineering and private lives. Oxford University Press, Oxford 2014, ISBN 978-0-19-968959-0.
- Die Hüter der Begriffe. Politische Sprachen des Konservativen in Großbritannien und der Bundesrepublik Deutschland, 1945–1980. Oldenbourg, Berlin/Boston 2017, ISBN 978-3-11-046361-3 (zugleich: Habil.-Schr., Univ. München, 2015).
- Hrsg. mit Riccardo Bavaj: Zivilisatorische Verortungen. Der „Westen“ an der Jahrhundertwende (1880–1930). Oldenbourg, Berlin/Boston 2018, ISBN 978-3-11-052678-3.
- Hrsg. mit Magnus Brechtken, Thomas Raithel, Elke Seefried: Andreas Wirsching: Demokratie und Gesellschaft. Historische Studien zur europäischen Moderne. Wallstein, Göttingen 2019, ISBN 978-3-8353-3415-1.